# إيندرا بوترا محي الدين

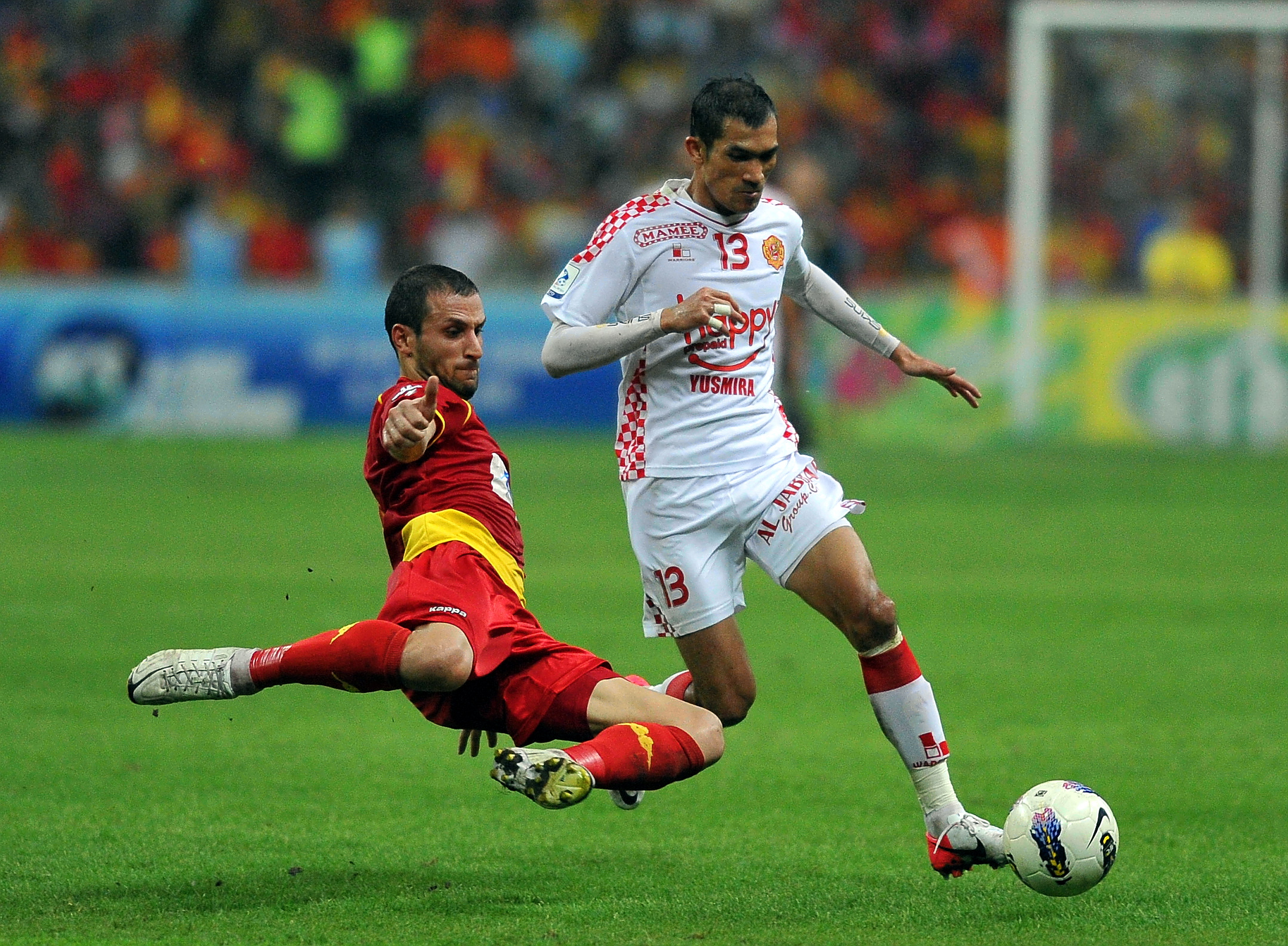

إندرا بوترا ماهايودن، من مواليد 2 سبتمبر 1981 في إيبوه في ماليزيا، لاعب كرة قدم ماليزي.
و قد بدأ مسيرته الكروية مع نادي بيراك في عام 2002، ولعب معهم حتى عام 2004، ومنذ عام 2004 وهو يلعب مع نادي باهانغ.
و هو يلعب مع منتخب ماليزيا لكرة القدم.

## كأس آسيا 2007
و قد سجل هدف منتخب ماليزيا لكرة القدم في مباراته الأولى أمام منتخب الصين لكرة القدم.

## روابط خارجية
- إيندرا بوترا محي الدين على موقع قاعدة بيانات كرة القدم.إي يو (الإنجليزية)
- إيندرا بوترا محي الدين على موقع ناشيونال فوتبول تيمز (الإنجليزية)
- إيندرا بوترا محي الدين على موقع Soccerway.com (الإنجليزية)
- إيندرا بوترا محي الدين على موقع كووورة